# Rabat (Malta)
Rabat (malt. Ir-Rabat) – jedna z jednostek administracyjnych na Malcie. Mieszka tu ok. 11,5 tys. osób.

## Historia
Historia miejscowości sięga początku naszej ery. Połowa dzisiejszego centrum wsi była również częścią rzymskiego miasta Melita. Gdy Arabowie po 780 oddzielili Mdinę murami obronnymi i fosą,  Rabat był przedmieściem dawnej stolicy Malty. Od arabskiego słowa „przedmieście” (arab. لرباط) pochodzi nazwa Rabatu.

## Geografia
Leży w zachodniej części głównej wyspy. W jednostce administracyjnej znajduje się szereg historycznych osad, w tym Baħrija. Główną zatoką jest Fomm ir-Riħ oraz zatoka obok Ras id-Dawwara. Znajdują się tu Chadwick Lakes, zespół stawów i tam.

## Zabytki
Miejscowość znana jest z rozległych katakumb św. Pawła, który mieszkał w jednej z grot w czasie trzymiesięcznego pobytu na tej wyspie (po rozbiciu się jesienią 60 roku statku, którym płynął na proces do Rzymu), prowadząc tu działalność misyjną i katakumb św. Agaty. Paweł uzdrowił ojca rzymskiego namiestnika Malty, Publiusza i wielu innych chorych. Publiusz został później pierwszym biskupem Malty.
Innymi zabytkami są m.in.
- Domvs Romana, ruiny z okresu Starożytnego Rzymu, muzeum
- Fort Binġemma, fort brytyjskiej armii z 1878 roku
- Wieża Nadur z 1637 roku
- Villa Luigisland
- Bazylika św. Pawła w Rabacie z 1783 roku
- Kościół św. Marka
- Kościół Tal-Virtù z 1731 roku
- Kościół Narodzenia Najświętszej Maryi Panny z XVII wieku
- Kaplica św. Marcina z XV/XVII wieku
- Kaplica św. Mikołaja i św. Łucji z 1575 roku, odbudowany w 1706 roku
- Kaplica św. Michała Is-Sanċir z XV wieku
- Kaplica Narodzenia Najświętszej Maryi Panny „Ta’ Casha” z 1700 roku

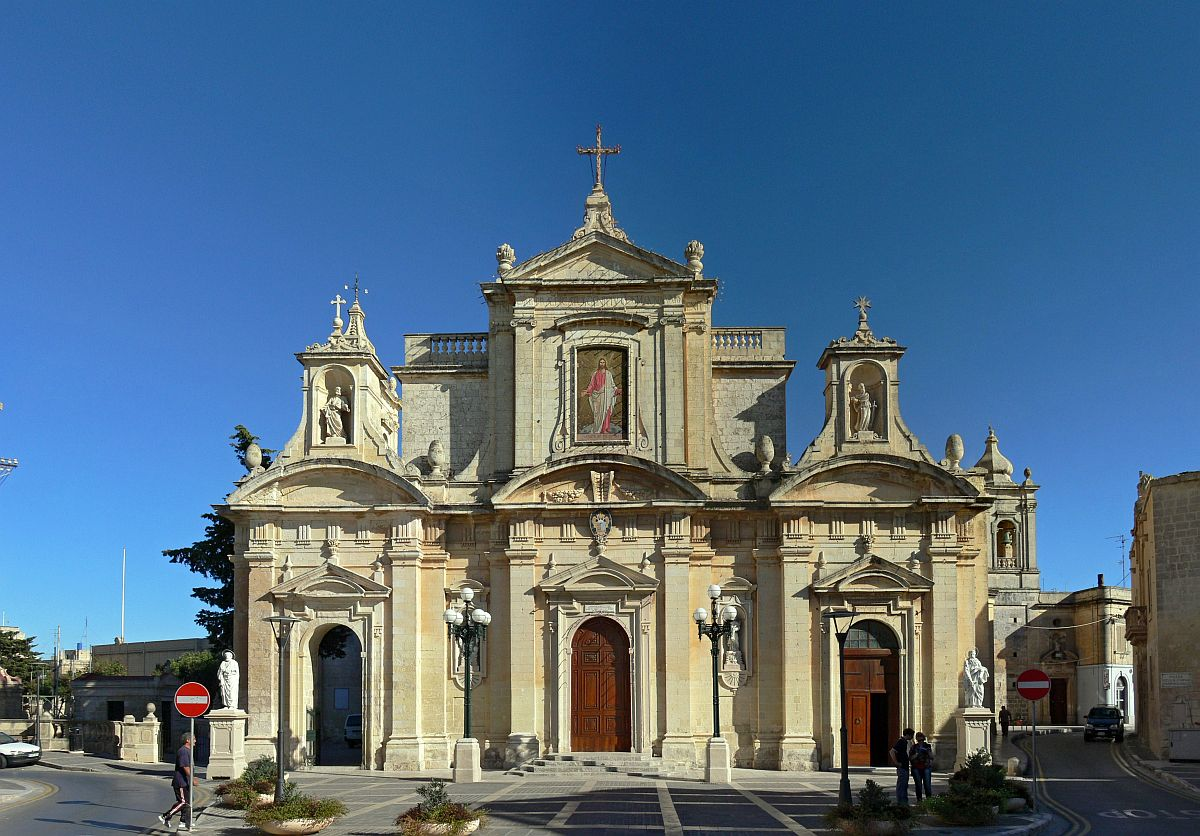
Bazylika św. Pawła w Rabacie
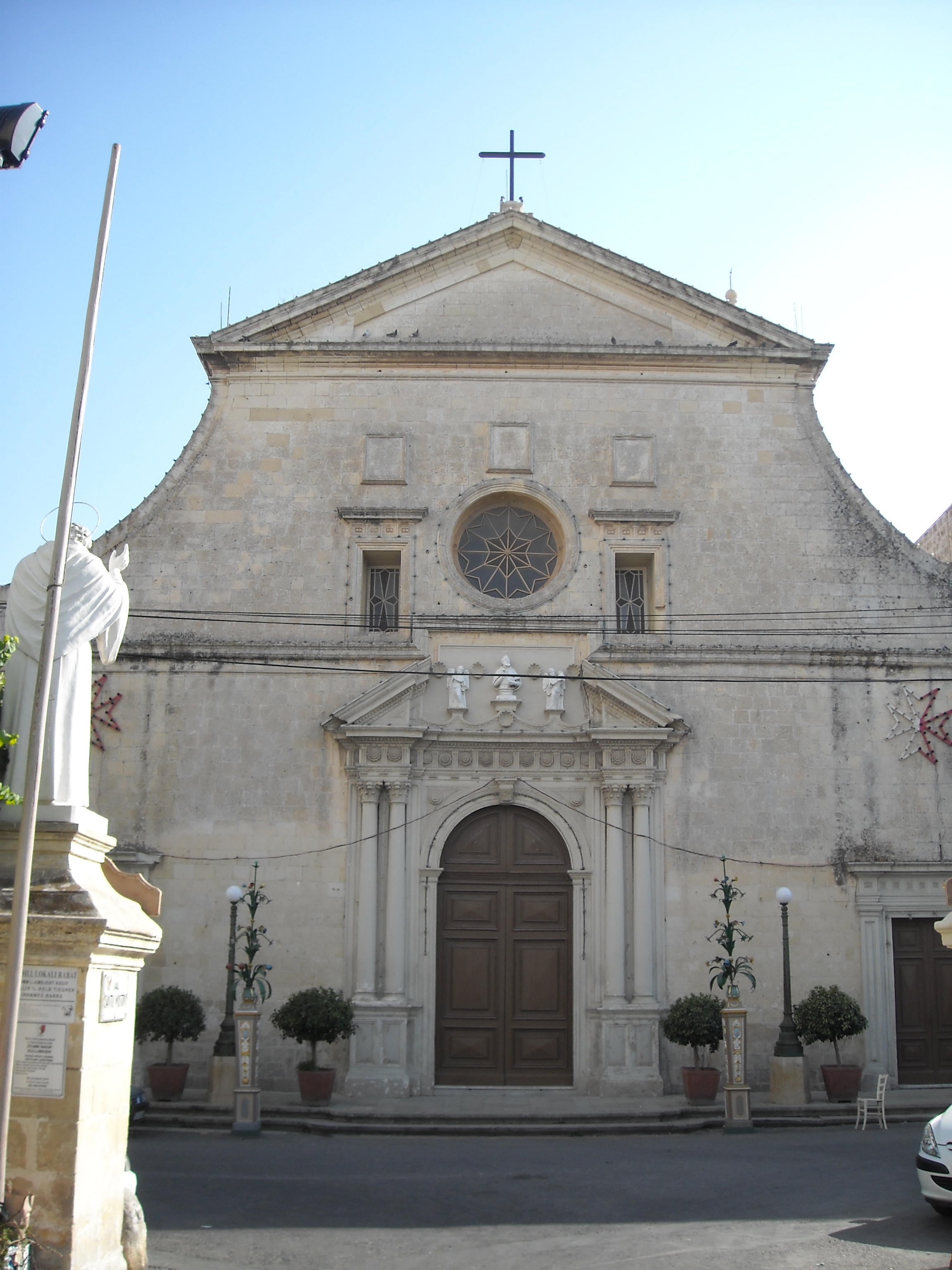
Kościół św. Marka
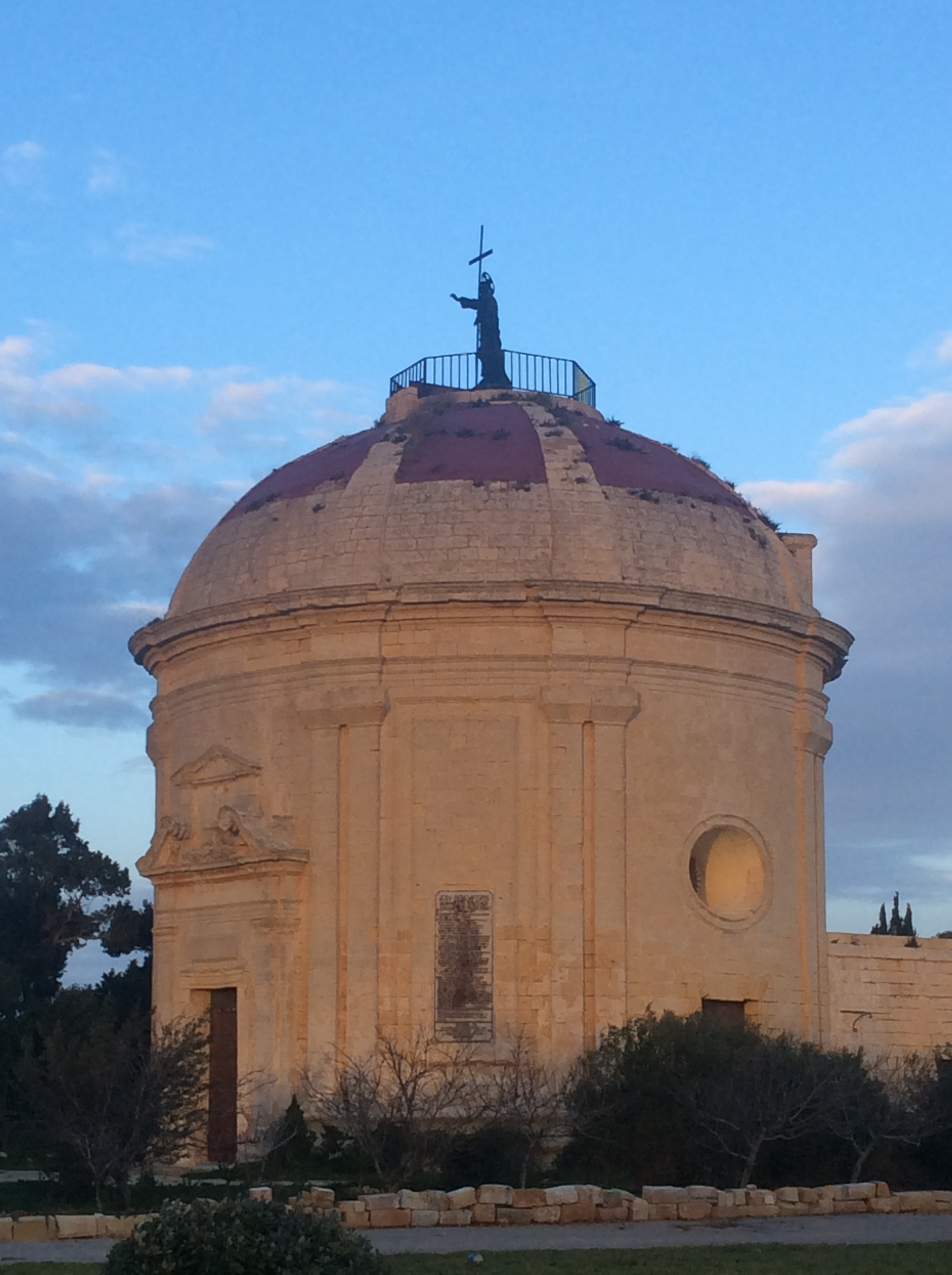
Kościół Tal-Virtù
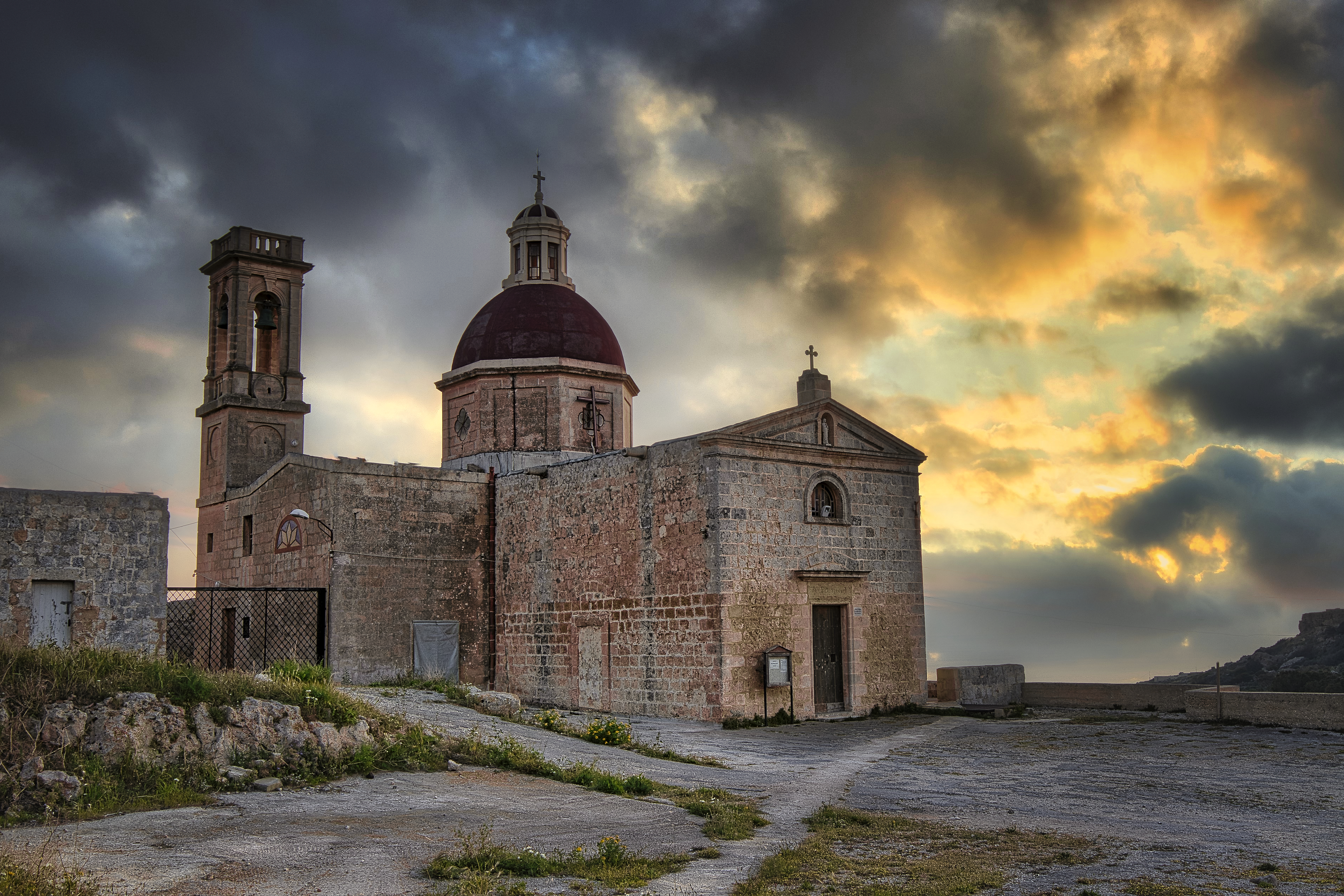
Kościół Narodzenia Najświętszej Maryi Panny
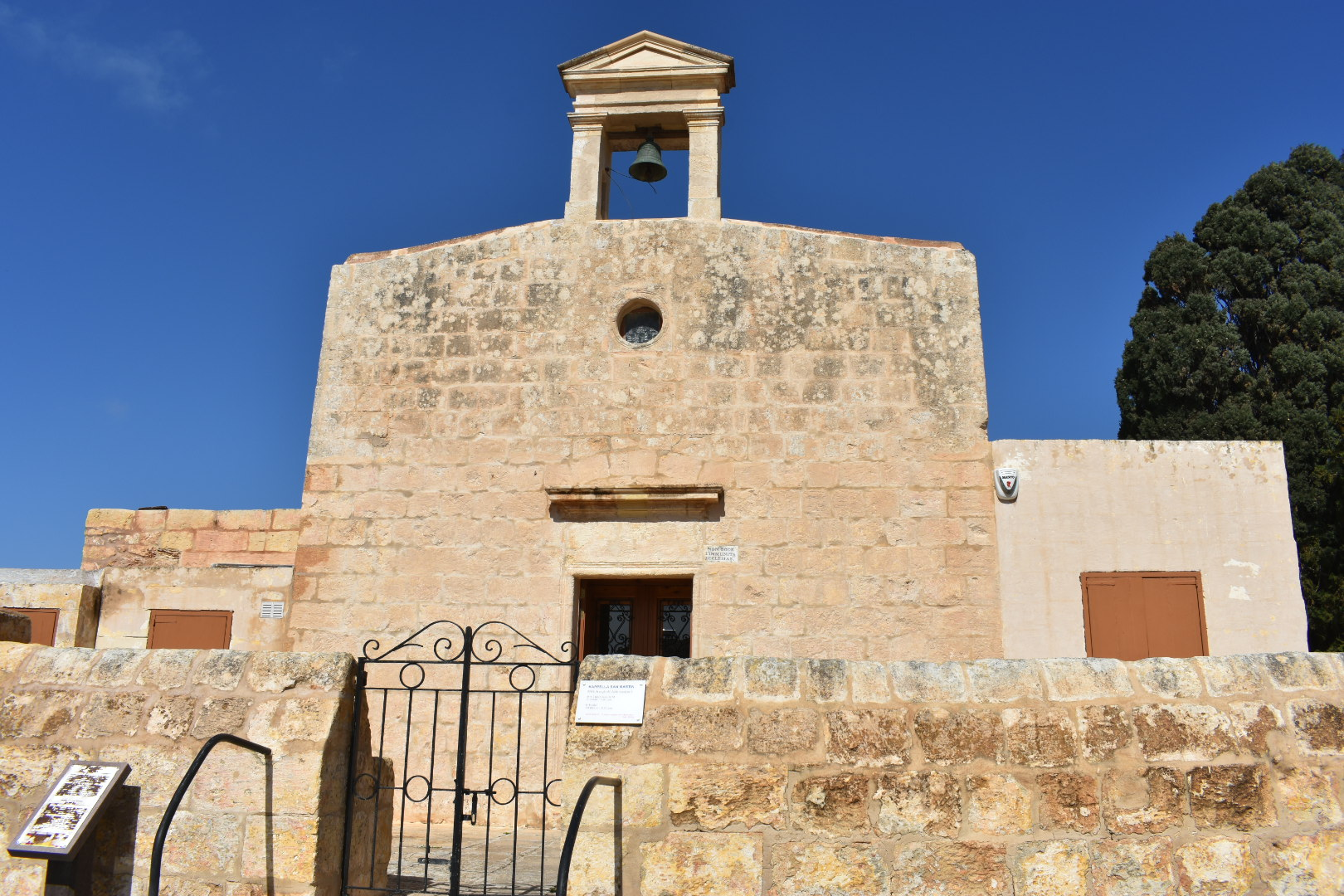
Kaplica św. Marcina
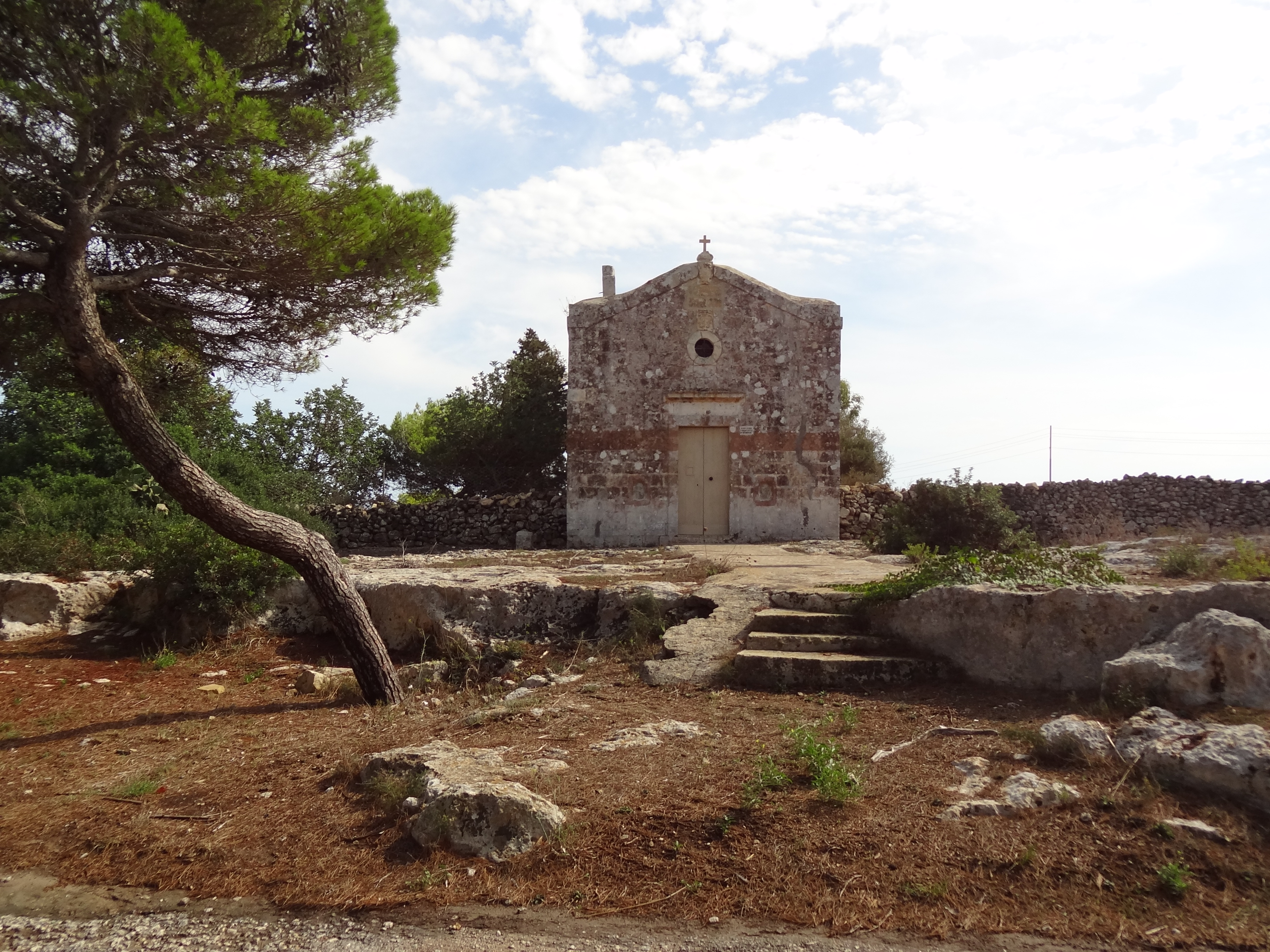
Kaplica św. Mikołaja i św. Łucji
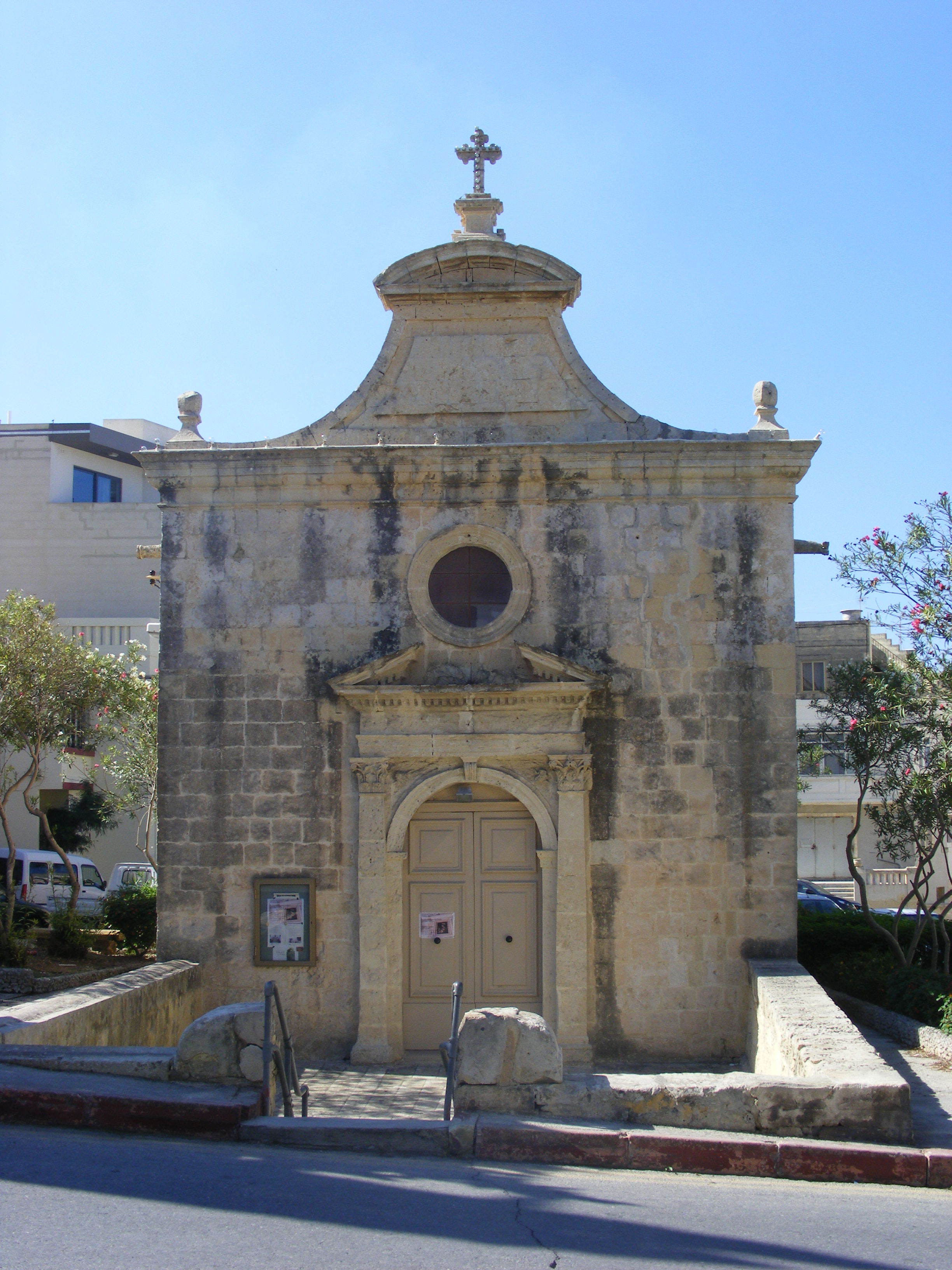
Kaplica Narodzenia Najświętszej Maryi Panny „Ta’ Casha”
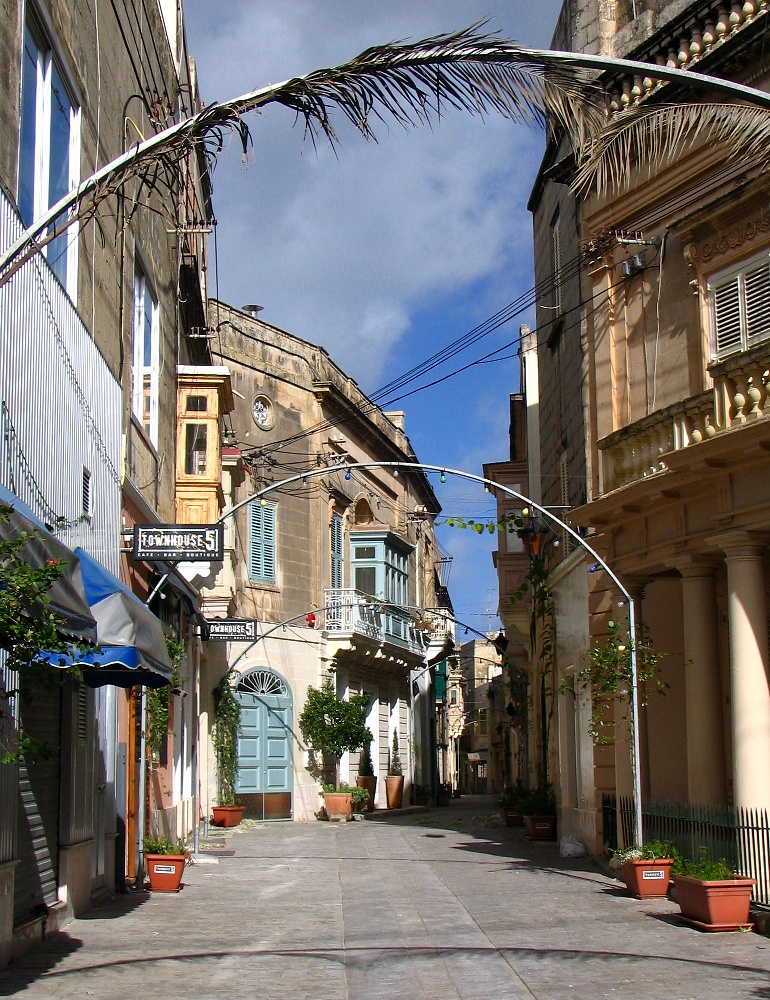
Jedna z uliczek w Rabacie
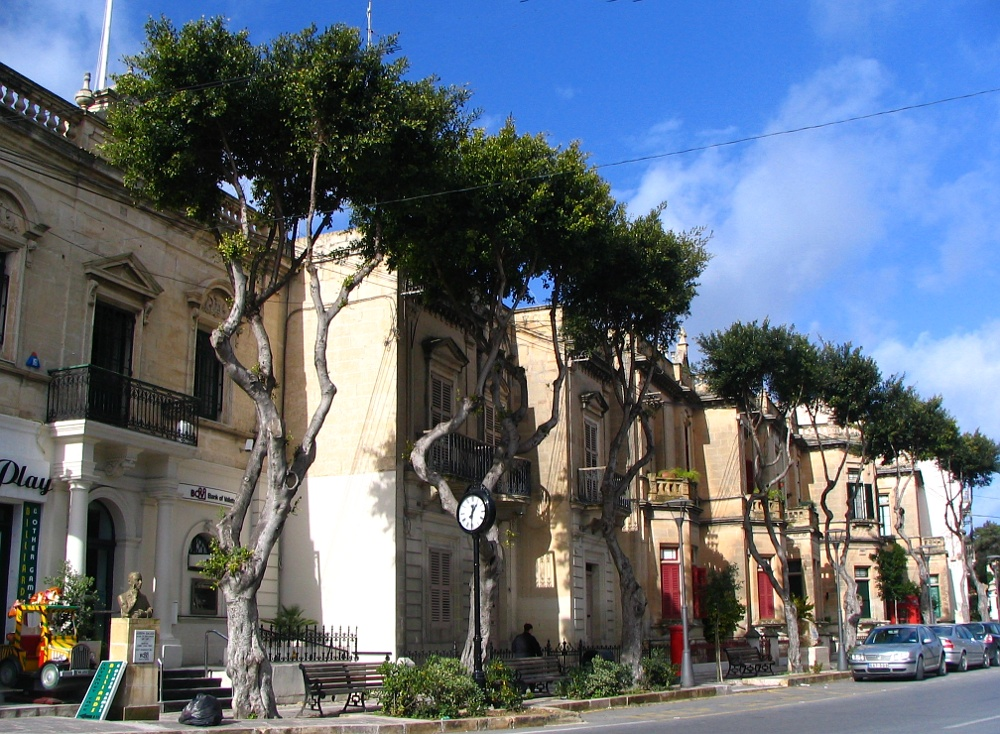
Domy przy Is-Saqqajja
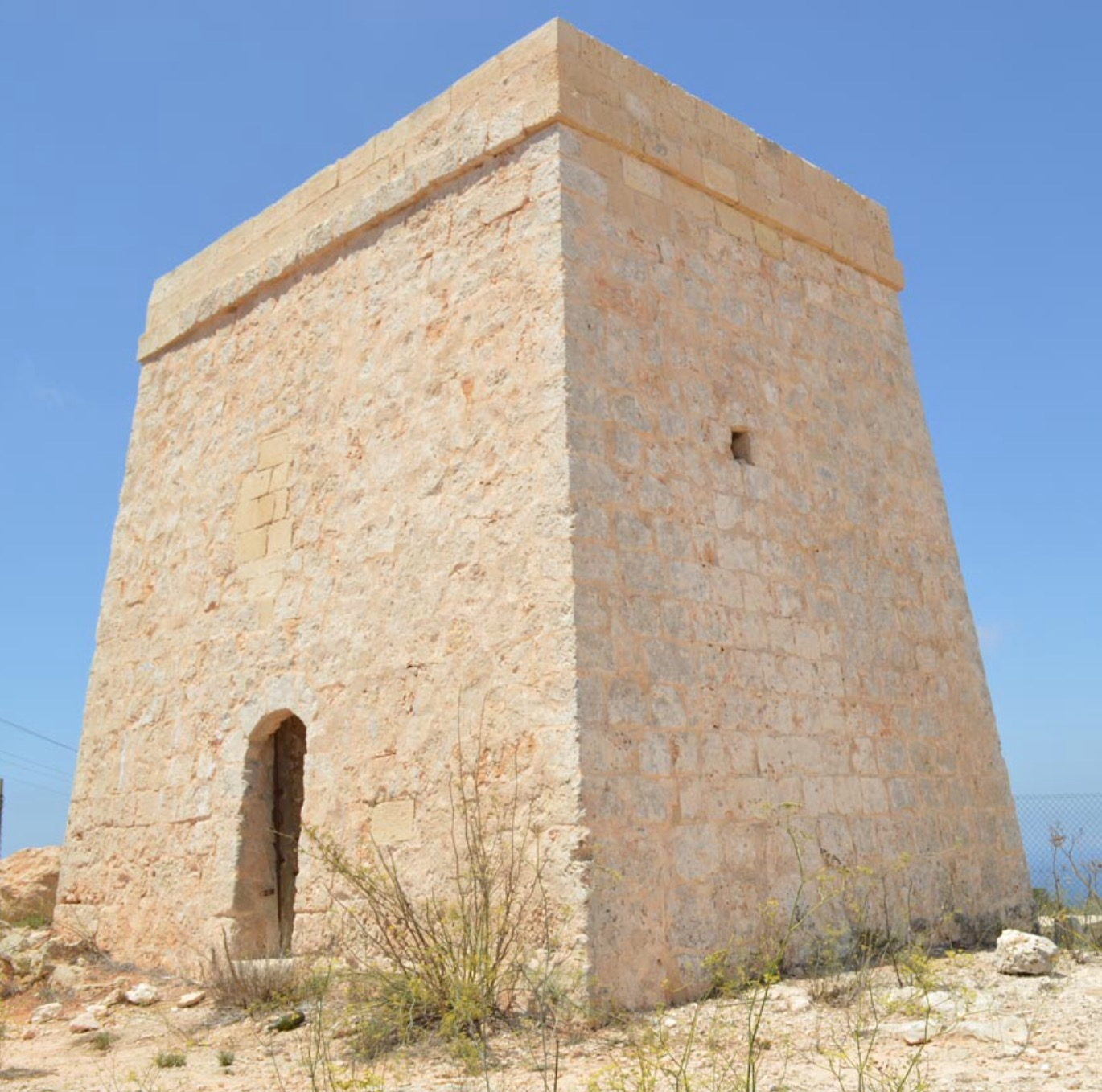
Wieża Nadur
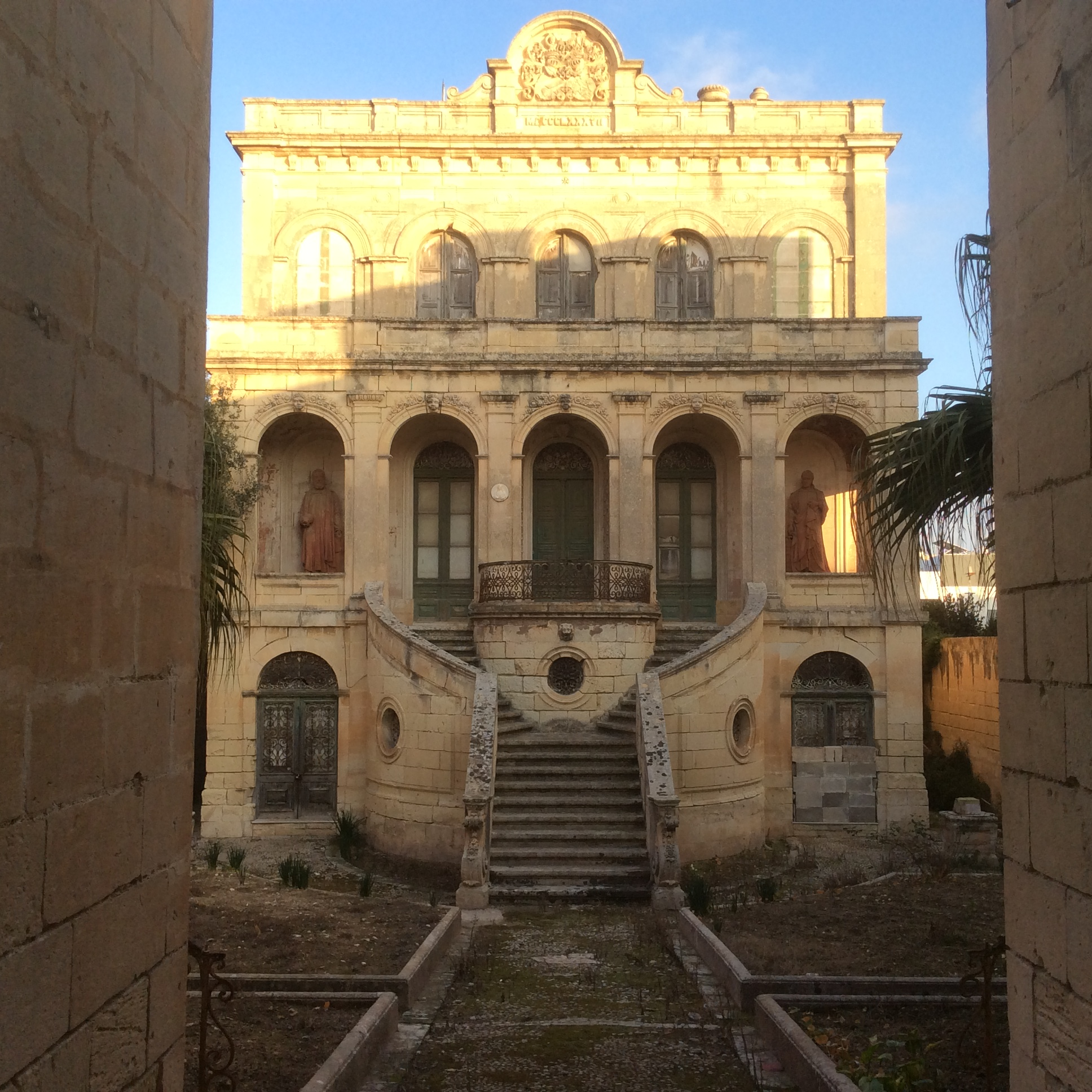
Villa Luigisland

Oprócz muzeum Domvs Romana, znajduje się tu Muzeum Wignacourta.

## Sport
W miejscowości funkcjonuje klub piłkarski Rabat Ajax F.C. Powstał w 1930 roku. Obecnie gra w Maltese National Amateur League, trzeciej w hierarchii ligowej. Klub zdobył Mistrzostwo Malty w 1985 i 1986 roku, Puchar Malty w 1986 roku oraz Superpuchar Malty w 1985 i 1986 roku.